# Monaster św. Antoniego Wielkiego w Marrubiu
Prawosławny Monaster św. Antoniego Wielkiego – prawosławny męski klasztor w Marrubiu, we Włoszech. Klasztor pozostaje pod jurysdykcją Patriarchatu Konstantynopolitańskiego w ramach Metropolii Włoch. Przełożonym klasztoru jest ihumen Nestor (Vesolyi).

## Historia
Monaster św. Antoniego Wielkiego w Marrubiu został założony w 2002 roku, by pełnić rolę duchowego centrum prawosławnego życia na Sardynii. Jego założycielem był archimandryta Antoni (Pompiano) z Cerkwi Prawdziwych Prawosławnych Chrześcijan Hellady który przybył na wyspę w latach 90. XX wieku, przyciągając lokalną wspólnotę wyznawców prawosławia i budując społeczność wokół misji monasteru. W latach kolejnych klasztor powiększył się o dodatkowe zabudowania, w tym kaplicę św. Jerzego oraz przestrzeń dla pielgrzymów, która służy wiernym przybywającym na modlitwy i duchowe rekolekcje.

## Architektura i wyposażenie
Monaster zbudowany jest w tradycyjnym, greckim stylu. Główna świątynia dedykowana jest św. Antoniemu Wielkiemu, jednemu z najbardziej czczonych świętych w tradycji prawosławnej, znanemu z ascetycznego życia i rozwoju ruchu monastycznego. Wnętrze cerkwi zdobią ikony przywiezione z Grecji oraz Europy Wschodniej. Znajduje się tu również ikona św. Antoniego, którą mnisi traktują ze szczególną czcią.

## Wspólnota i działalność
Monaster jest miejscem życia modlitewnego dla niewielkiej wspólnoty mnichów oraz służy jako punkt pielgrzymkowy dla wiernych, którzy pragną doświadczyć prawosławnej duchowości w spokojnej atmosferze Sardynii.